# Света Богородица Валтесини
„Въведение Богородично“ (на гръцки: Εισοδίων της Θεοτόκου), известна като „Света Богородица Валтесини“ (Παναγία Βαλτεσινή), е възрожденска православна църква в южномакедонския град Бер (Верия), Егейска Македония, Гърция. Храмът е част от енория „Св. св. Петър и Павел“.

## История
Църквата е издигната в XVIII век. В архитектурно отношение е трикорабна базилика. Във вътрешността са запазени част от оригиналните стенописи, като фигурата на Свети Атанасий.